# Halictus sajoi
Halictus sajoi är en biart som beskrevs av Blüthgen 1923. Halictus sajoi ingår i släktet bandbin, och familjen vägbin. Inga underarter finns listade i Catalogue of Life.